# Ester Mombelli
Maria Ester Mombelli (1792, Nápoles - después de 1827) fue una cantante de ópera italiana particularmente conocida por sus interpretaciones en óperas de Gioachino Rossini y Gaetano Donizetti. Cantó papeles de soprano y mezzosoprano y a menudo cantaba con su hermana menor Anna.

## Biografía
Ester Mombelli nació en Nápoles y fue la mayor de los doce hijos de Domenico Mombelli y Vincenza Viganò-Mombelli. Su padre, quien había sido un tenor prominente en las décadas de 1780 y 1790, la entrenó en el canto. Comenzó a actuar en Lisboa a una edad muy temprana cuando contrataron a su padre en el Teatro Nacional de San Carlos. Allí apareció en el oratorio La morte di Saule (1804) de Gaetano Andreozzi y en las óperas Nardone e Nannetta (1806) de Francesco Gardi e Ifigenia in Aulide (1809) de Luigi Gianella.
A partir de 1805 la familia Mombelli se instaló en Bolonia, aunque viajaron a Lisboa y a varios teatros de Italia con su propia compañía de ópera que incluía a Domenico, Ester y la hermana menor de Ester, Anna. En Bolonia, los Mombelli se hicieron amigos del joven Rossini que todavía era estudiante en la Academia Filarmónica. Domenico encargó a Rossini que compusiera la ópera Demetrio y Polibio para la que Vincenza había escrito el libreto. Sería la primera ópera de Rossini, aunque no la primera en representarse públicamente. Se representó de forma privada en Bolonia en 1809 y se estrenó oficialmente en el Teatro Valle de Roma el 18 de mayo de 1812. En ambas ocasiones, tres de sus cuatro papeles los cantaron Domenico, Ester y Anna. Posteriormente, la compañía de Mombelli llevó la obra a varias ciudades de Italia.
Ester se convirtió en una distinguida intérprete de las óperas de Rossini, que creó el papel de Madame Cortese en su El viaje a Reims para ella, y cantó el papel principal en La Cenicienta en múltiples ocasiones. Rossini también compuso la cantata La morte di Didone expresamente para su voz. Cantó en su estreno en el Teatro San Benedetto de Venecia el 2 de mayo de 1818. De 1823 a 1825 se presentó en el Théâtre italien de París, donde no solo cantó en el estreno de El viaje a Reims, sino que también cantó el papel principal en La dama del lago en las primeras representaciones en la ciudad.
En diciembre de 1825, Mombelli regresó a Venecia, donde cantó en La Fenice hasta febrero de 1826. Apareció como Desdémona en la primera actuación del teatro de Otelo y cantó en los estrenos mundiales de Il Paria de Michele Carafa y Erode y Caritea, regina di Spagna de Saverio Mercadante. En 1827, se casó con el conde Camillo Gritti y se retiró de los escenarios. Gritti había sido el administrador de La Fenice de 1818 a 1825 y en los años siguientes siguió siendo una figura influyente en la vida artística de Venecia.

## Papeles desempeñados
- Lisinga en Demetrio y Polibio, Teatro Valle, Roma, 18 de mayo de 1812[5]
- Zoraida en Zoraida di Granata, Teatro Argentina, Roma, 28 de enero de 1822
- Gilda en L'ajo nell'imbarazzo, Teatro Valle, Roma, 4 de febrero de 1824
- Madame Cortese en El viaje a Reims, Théâtre Italien, París, 19 de junio de 1825
- Marianna en Erode, La Fenice, Venecia, 27 de diciembre de 1825
- Neala en Il paria, La Fenice, Venecia, 4 de febrero de 1826
- Caritea en Caritea, regina di Spagna, La Fenice, Venecia, 21 de febrero de 1826